# Erik de Castro
Erik de Castro (Brasília, 1971) é um cineasta brasileiro.

## Carreira
Começou a se dedicar ao cinema ainda na adolescência, quando, aos dezoito anos, criou em parceria com Heber Moura o programa de rádio Sábado à Noite no Cinema. Logo depois foi estudar na Los Angeles City College, entre 1992 e 1994. Em 1995, fundou em Brasília a BSB Cinema Produções.
Em 1996 produziu, co-escreveu e co-dirigiu com Heber Moura o média-metragem Razão para Crer, agraciado com o prêmio Excelência Criativa no 30º Festival de Filme e Vídeo de Chicago.
Estreou na direção de longa-metragens em 1999, com o documentário Senta a Pua!, sobre a participação do primeiro grupo de aviação de caça brasileiro na Segunda Guerra Mundial. O documentário levou os prêmios:  melhor filme de 2001 pelo site voto popular no site da GloboNews; melhor filme e melhor montagem no XII Festival de Cinema de Natal; melhor filme (júris popular e oficial), no I Festival de Cinema e Vídeo da Amazônia; Melhor documentário no 53º Festival de Cinema de Salerno, na Itália; Troféu Brasília 40 anos, concedido pela Câmara Legislativa do Distrito Federal; menção por "Excelência Criativa", no 33º Festival de Cinema e Vídeo dos Estados Unidos, em Chicago.
Em 2002 produziu o documentário A Cobra Fumou, de Vinícius Reis, também sobre a participação brasileira na Segunda Guerra Mundial, desta vez destacando o papel da Força Expedicionária Brasileira.
Em 2006, filmou o longa-metragem de ficção Federal
, que conta a história de um perigoso traficante que se instala em Brasília e tem no elenco Carlos Alberto Riccelli, Selton Mello e Eduardo Dusek. O filme só veio a ler lançado comercialmente em 2010.
Em 2012 completou a trilogia documental, desta feita destacando a participação da Marinha do Brasil na Segunda Guerra Mundial, com o documentário O Brasil na Batalha do Atlântico.
Em 2018 foi lançado, no Festival do Rio, o longa-metragem Cano Serrado, com roteiro e direção de sua autoria. 

## Filmografia

### Como diretor
- Razão para Crer (1986), co-dirigido por Heber Moura.
- Senta a Pua! (1999)
- Federal (2010)
- O Brasil na Batalha do Atlântico (2012)
- Cano Serrado (2018)

### Como produtor
- Razão para Crer (1986), co-produzido por Heber Moura.
- Senta a Pua! (1999)
- A Cobra Fumou (2002)
- Federal (2010)
- O Brasil na Batalha do Atlântico (2012)

### Como roteirista
- Razão para Crer (1986), co-escrito por Heber Moura.
- Federal [4](2010)
- O Brasil na Batalha do Atlântico (2012)
- A Divisão (2020)